# Třída Pearl
Třída Pearl byla třída chráněných křižníků třetí třídy britského královského námořnictva. Celkem bylo postaveno devět jednotek této třídy. Ve službě byly od roku 1891. Část jich provozovala námořnictva Austrálie a Nového Zélandu.

## Stavba
Jednalo se o upravenou verzi třídy Marathon se slabším pohonným systémem a výzbrojí. Stavbu první skupiny pěti křižníků zaplatila Austrálie s tím, že budou operovat v tamních vodách. Od roku 1890 dostaly nová jména. Později byla objednána druhá skupina čtyř jednotek s pohonným systémem o výkonu 4500 ihp a rychlostí vyšší o půl uzlu. Celkem tak bylo v letech 1888–1892 postaveno devět jednotek této třídy.
Jednotky třídy Pearl:
| Jméno                  | Loděnice            | Založení kýlu | Spuštěna           | Vstup do služby    | Poznámka                                                                                           |
| ---------------------- | ------------------- | ------------- | ------------------ | ------------------ | -------------------------------------------------------------------------------------------------- |
| Katoomba (ex Pandora)  | Armstrong, Elswick  | 1888          | 27. srpna 1889     | 24. března 1891    | Prodán do šrotu 1906.                                                                              |
| Tauranga (ex Phoenix)  | Thomson, Clydebank  | 1888          | 28. října 1889     | červen 1891        | Prodán do šrotu 1906.                                                                              |
| Mildura (ex Pelorus)   | Armstrong, Elswick  | 1888          | 25. listopadu 1889 | 18. března 1891    | Prodán do šrotu 1906.                                                                              |
| Ringarooma (ex Psyche) | Thomson, Clydebank  | 1888          | 10. prosince 1889  | 3. února 1891      | Prodán do šrotu 1906.                                                                              |
| Wallaroo (ex Persian)  | Armstrong, Elswick  | 1888          | 5. února 1890      | 31. března 1891    | Od roku 1906 strážní a pomocná loď. Roku 1919 přejmenován na Wallington. Prodán do šrotu 1920.     |
| Pallas                 | Portsmouth Dockyard | 1889          | 30. června 1890    | červenec 1891      | Prodán do šrotu 1906.                                                                              |
| Phoebe                 | Devonport Dockyard  | 1889          | 1. července 1890   | březen 1892        | Prodán do šrotu 1906.                                                                              |
| Pearl                  | Pembroke Dockyard   | 1889          | 28. července 1890  | říjen 1892         | Prodán do šrotu 1906.                                                                              |
| Philomel               | Devonport Dockyard  | 1889          | 28. srpna 1890     | 10. listopadu 1891 | Roku 1914 jej získal Nový Zéland. Od roku 1921 stacionární cvičná loď. Vyřazen 1947, potopen 1949. |

## Konstrukce

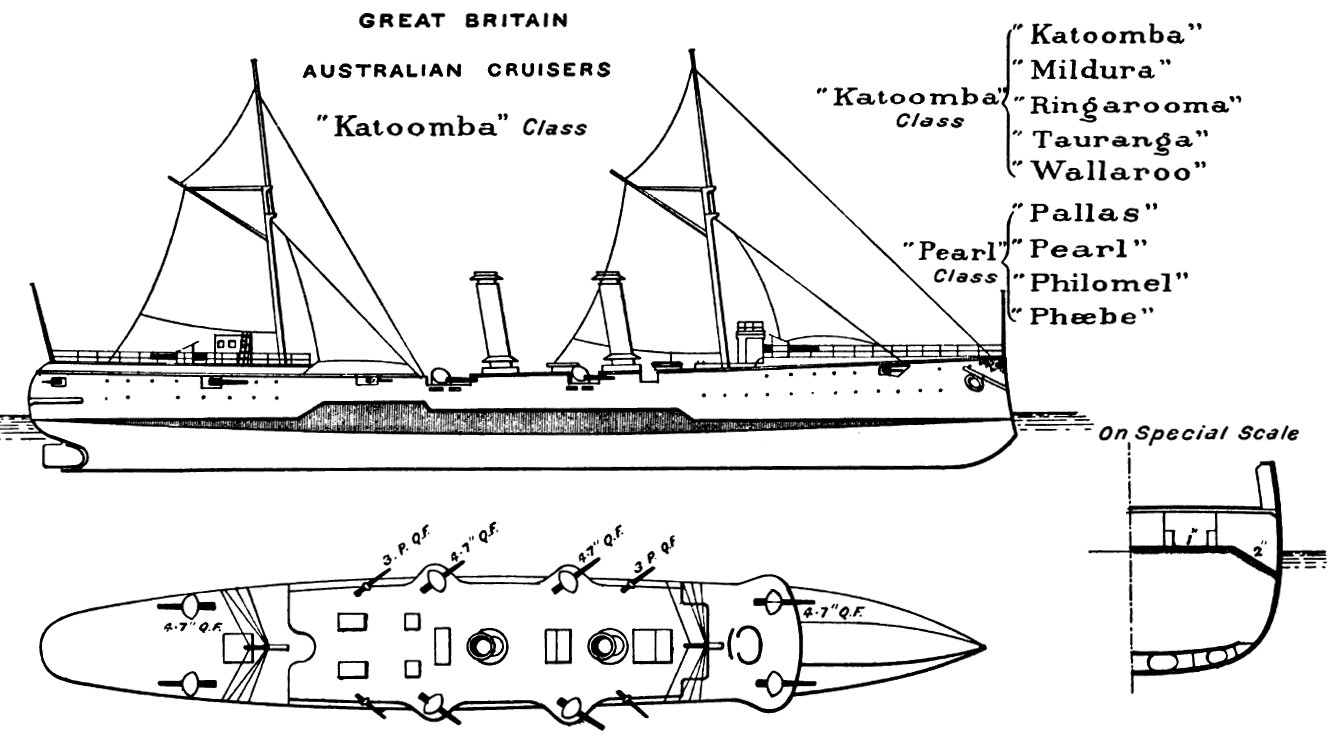
Základní uspořádání třídy

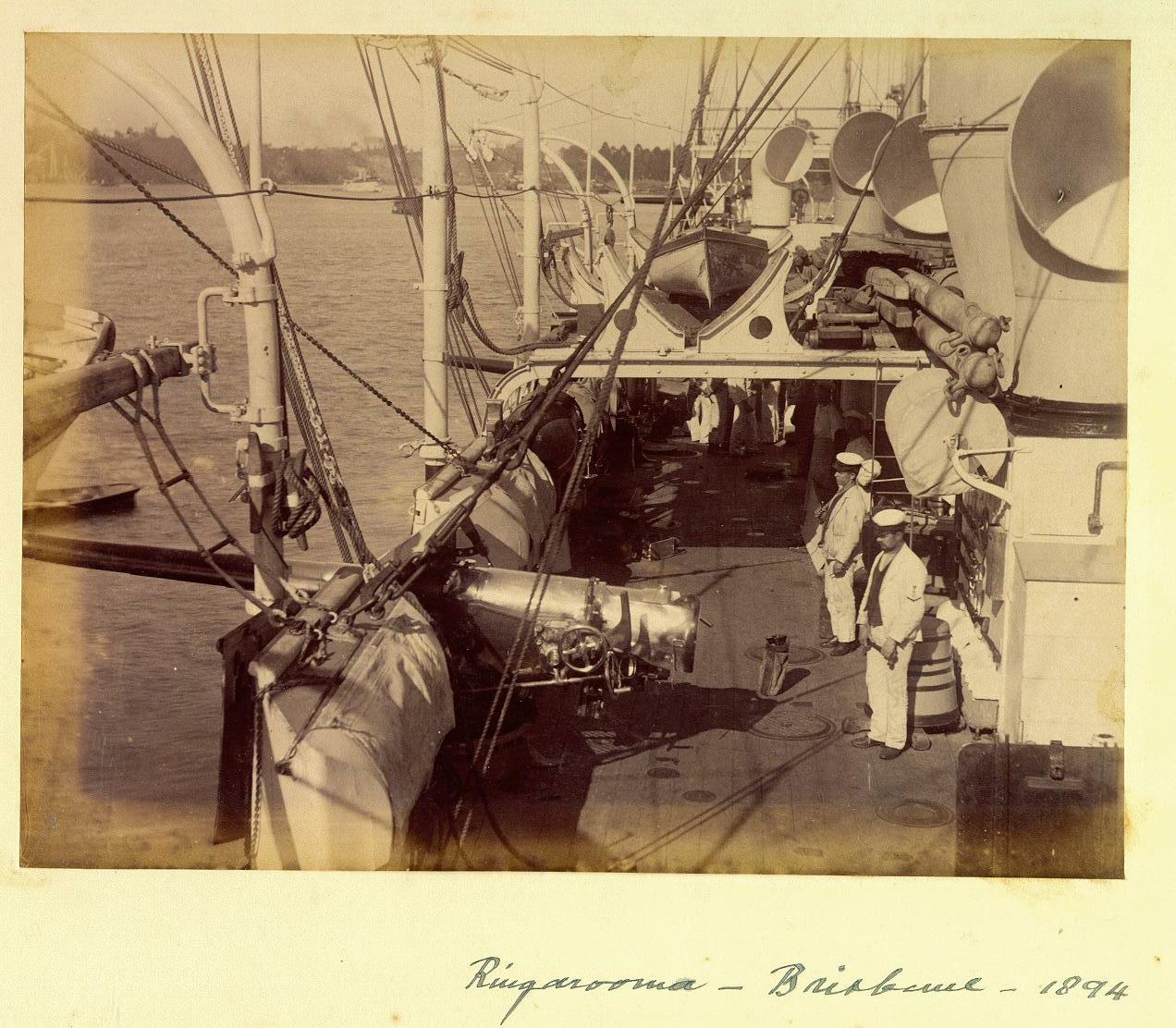
HMS Ringarooma

Křižníky nesly osm 120mm kanónů, osm 47mm kanónů a čtyři 356mm torpédomety. Pohonný systém tvořily čtyři kotle a dva tříválcové parní stroje s trojnásobnou expanzí o výkonu 4000 ihp (druhá skupina 4500 ihp), pohánějící dva lodní šrouby. Nejvyšší rychlost dosahovala 17 uzlů (druhá skupina 17,5 uzlu).